# Giovanni Canova
Pour les articles homonymes, voir Canova.
Giovanni Canova, né le 27 juillet 1880 à Canicattì et mort le 28 octobre 1960 à Turin, est un escrimeur italien, ayant pour arme l'épée.

## Biographie
Giovanni Canova remporte une médaille d'or olympique dans l'épreuve d'épée par équipes aux Jeux olympiques d'été de 1920 à Anvers, mais ne se qualifie pas pour la finale de l'épreuve individuelle. Il décroche une médaille de bronze à Paris lors des Jeux olympiques d'été de 1924 en épée par équipes.